# Gare de Trélex
La gare de Trélex est une gare ferroviaire du Chemin de fer Nyon-Saint-Cergue-Morez. Elle se situe sur le territoire de la commune de Trélex, dans le canton de Vaud, en Suisse.

## Situation ferroviaire
Établie à 498 mètres d'altitude la gare de Trélex se situe au point kilométrique 4,15 sur la ligne de Chemin de fer Nyon-Saint-Cergue-Morez entre les gares de Trélex dépôt et de Givrins.

## Histoire

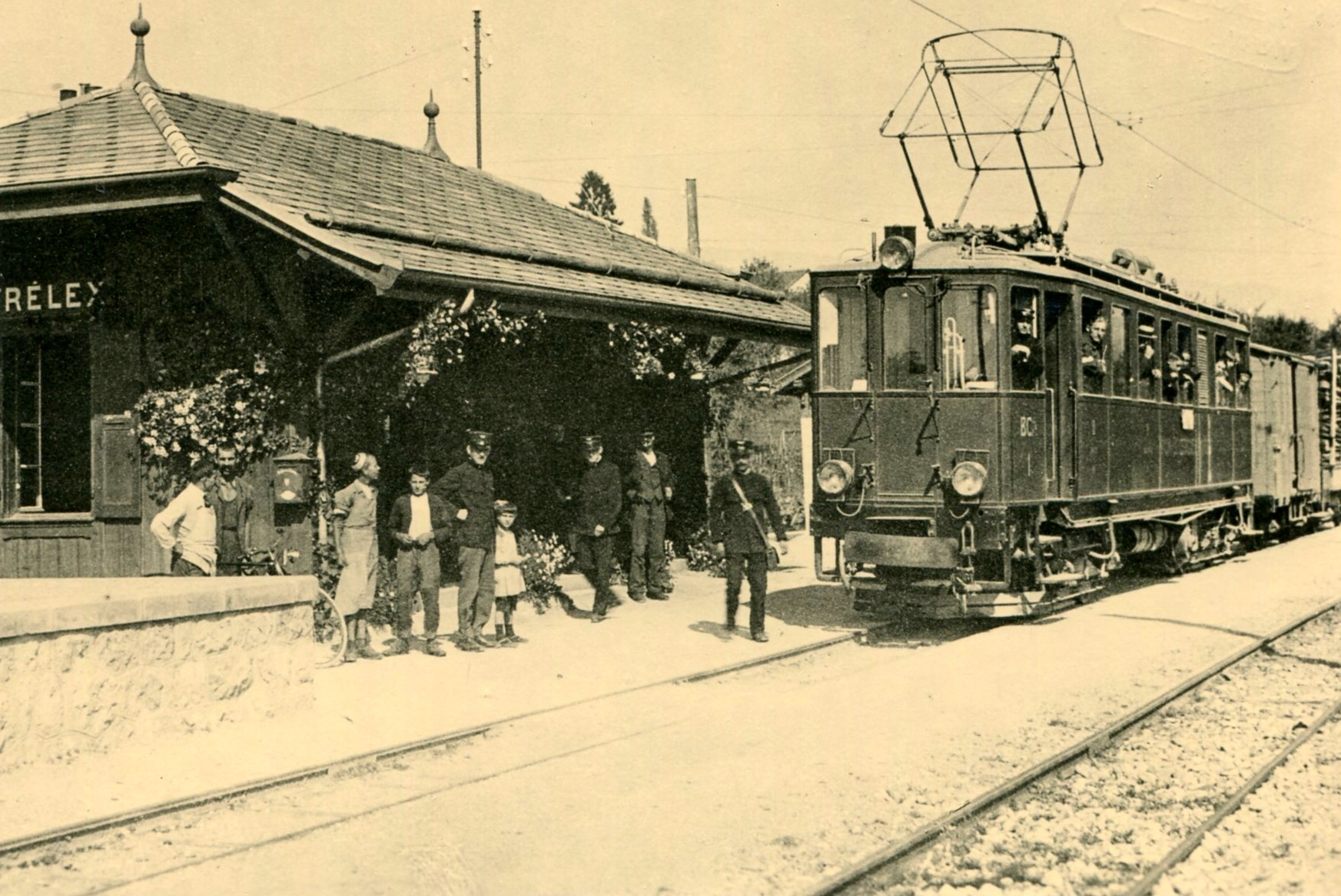
L'ancienne gare de Trélex

L’ancienne gare de Trélex fut construite en bois entre 1915 et 1916 et inaugurée le 26 juillet 1916. Elle possédait une salle d’attente pour les voyageurs, un guichet pour le receveur et un bureau.
Très mal entretenue et souvent vandalisée, le bâtiment fatigué n’offrait plus tous les services requis. La compagnie de chemin de fer décide donc de démolir cette vieille gare de 70 ans et de la remplacer par un nouveau petit bâtiment préfabriqué en béton qui sera érigée vis-à-vis de la poste, à proximité d’immeubles d’habitations.
En 1985, la compagnie met à l’enquête public une modification du plan des voies et une restructuration des abords de la gare. La longueur de la gare passe de 68 à 136 mètres, avec de nouveaux aiguillages. La nouvelle gare se compose de quatre locaux dont une salle d’attente et d’un couvert à vélos. Le quais sont également améliorés avec un revêtement en dur.
Les abords de la gare, en accord avec la commune de Trélex, sont améliorés avec un parking pour les voitures et une route d’accès élargie. En 2002, afin d'enrayer les actes de vandalisme, la compagnie de chemin de fer a mis en place des caméras de surveillance. D'autres cameras sont également placées sur toute la ligne.
En février 2022, un afficheur a été installé sur chaque mât de signal pour indiquer la prochaine voie autorisée au départ.[réf. nécessaire]

## Trafic des voyageurs

### Accueil
Cette gare n'offre pas d'infrastructures particulières. Une petite salle d'attente dans laquelle se trouve un banc abrité contre la pluie ainsi qu'un distributeur de billets sont présents ainsi qu'un interphone d'urgence et un oblitérateur pour les cartes multicourses comme pour toutes les autres haltes. Elle dispose également d'un distributeur automatique de titres de transport. Les achats de titres de transport peuvent être faits par application mobile.
Tous les arrêts de la ligne du NStCM sont à la demande, à la montée comme à la descente.

## Desserte
Les trains de la ligne NStCM desservent 18 arrêts, entre Nyon et La Cure. La ligne fait partie des plans de zone des Transports publics du Canton de Vaud, Mobilis Vaud: 20, 91, 92, 93, 94, 95.